# Tom Tiffany
Thomas P. Tiffany (Wabasha, Minnesota, 30 de dezembro de 1957) é um político americano. Desde uma eleição suplementar em 12 de maio de 2020, ele representou o 7º distrito eleitoral eleitoral do estado de Wisconsin na Câmara dos Representantes dos EUA.
Tiffany recebeu um diploma de Bacharel em Economia Agrícola da Universidade de Wisconsin - River Falls e, em seguida, foi para o setor privado para dirigir várias empresas nos setores agrícola e de petróleo.

Em 2011, Tiffany foi eleito para a Assembleia do Estado de Wisconsin pelo Partido Republicano para o 35º Distrito. Dois anos depois, para o 12º Distrito no Senado de Wisconsin. Ele foi membro até 2020, quando prevaleceu em uma campanha eleitoral bem-sucedida no início de maio de 2020 contra a democrata Tricia Zunker e sucedeu o republicano Sean Duffy, que renunciou por motivos familiares, como membro do 7º distrito eleitoral do Congresso de Wisconsin.